# Wesley Moraes
Wesley Moraes Ferreira da Silva (Juiz de Fora, Minas Gerais, 26 de noviembre de 1996) es un futbolista brasileño que juega como delantero en el Shenzhen Peng City F. C. de la Superliga de China.
Comenzó su carrera en el equipo brasileño Itabuna antes de irse al A. S. Trenčín de la Superliga de Eslovaquia y posteriormente al Club Brujas donde ganó dos títulos de liga y fue nombrado «Futbolista profesional joven belga del año» en 2018.

## Trayectoria

### Antecedentes
De joven, Moraes jugaba fútbol sala en su ciudad natal Juiz de Fora. Pasando al fútbol, Wesley representó a la Associação Esportiva Uberabinha y al Sport Club Juiz de Fora en algunas ocasiones. En 2013, pasó tres meses en el Atlético Mineiro. En ese año, también jugó para Tupi.

### Itabuna S. C.
Después de unirse al Itabuna a los 18 años, empezó su carrera profesional, jugando en el Campeonato Baiano a nivel estatal entre 2013 y 2015. Más tarde fue a prueba con clubes europeos, incluyendo una larga prueba de seis meses en el lado Sub-19 del Atlético de Madrid, donde jugó en torneos en Bilbao y en Croatia, y más tarde en una prueba de tres meses en A. S. Nancy; Ninguno de los clubes le ofreció un contrato profesional. Wesley también se probó en el Evian F. C. de la Ligue 2.

### F. K. A. S. Trenčín
Se unió al F. K. A. S. Trenčín de la Superliga de Eslovaquia en julio de 2015, quien se había enterado de él después de sus pruebas en Europa. El 14 de julio de 2015, jugó para Trenčín contra FCSB en la segunda ronda de clasificación de la Liga de Campeones 2015-2016. Marcó dos goles para Trenčín en el partido de vuelta contra FCSB, ayudando a su equipo a ganar 3-2. Aun así, el club no pasó a la siguiente ronda.

### Club Brujas
Pasó al Club Brujas el 29 de enero de 2016. Marcó su primer gol en su primer partido contra KVC Westerlo. Brujas trabajó para atenuar su agresividad durante los juegos que llevaron a una serie de tarjetas amarillas y una expulsión en su primera temporada, llevaba una cinta en sus manos en un partido contra Royal Antwerp como un recordatorio para no reaccionar.

### Aston Villa
El 13 de junio de 2019 firmó con el Aston Villa F. C. de la Premier League, por un valor de 22 000 000 £. Su primer partido disputado fue contra Tottenham Hotspur al perder 3:1 sin marcar gol. Anotó 5 goles, incluido un gol anotado en la victoria de 1:2 contra el Burnley F. C. en el primer día de 2020. En ese mismo partido se lesionaría, perdiéndose parte de la temporada debido a una ruptura del ligamento cruzado.

#### Cesiones
En agosto de 2021 volvió al Club Brujas para jugar cedido una temporada. En enero de 2022 la cesión se canceló y regresó a Brasil tras ser prestado al S. C. Internacional por un año. Este préstamo también fue más corto de lo inicialmente previsto, ya que el 24 de julio llegó al Levante U. D. hasta junio de 2023.

### Regreso a Inglaterra
En julio de 2023 se marchó definitivamente del Aston Villa y firmó por un año con el Stoke City F. C. Al final de la campaña su contrato no fue renovado y quedó libre. Entonces siguió su carrera en Turquía y China, jugando para el Fatih Karagümrük S. K. y el Shenzhen Peng City F. C. respectivamente.

## Vida personal
Creció en Juiz de Fora, una ciudad a unos 200 kilómetros de Río de Janeiro. Su padre era un futbolista que jugaba como mediocampista pero solo ganaba una pequeña cantidad de dinero jugando. Fue quien le enseñó a jugar fútbol. Años después quedó parcialmente discapacitado. Falleció a causa de un tumor cerebral cuando Wesley tenía nueve años de edad.
Tiene dos hijos, Yan y Maria Eduarda. A la edad de dieciséis años, trabajó en una fábrica de tornillos de clasificación para ayudar a su familia, antes de mudarse al AS Trencin.

## Estadísticas

### Clubes
Actualizado de acuerdo al último partido jugado el 20 de mayo de 2023.
| Club | Div.          | Temporada     | Liga  | Liga  | Liga   | Copas nacionales(1) | Copas nacionales(1) | Copas nacionales(1) | Copas internacionales(2) | Copas internacionales(2) | Copas internacionales(2) | Total | Total | Total  | Media goleadora(3) |
| Club | Div.          | Temporada     | Part. | Goles | Asist. | Part.               | Goles               | Asist.              | Part.                    | Goles                    | Asist.                   | Part. | Goles | Asist. | Media goleadora(3) |
| --- | ------------- | ------------- | ----- | ----- | ------ | ------------------- | ------------------- | ------------------- | ------------------------ | ------------------------ | ------------------------ | ----- | ----- | ------ | ------------------ |
| F. K. A. S. Trenčín · Eslovaquia | 1.ª           | 2015-16       | 18    | 6     | 4      | 2                   | 0                   | 1                   | 2                        | 2                        | 0                        | 22    | 8     | 5      | 0.36               |
| F. K. A. S. Trenčín · Eslovaquia | Total club    | Total club    | 18    | 6     | 4      | 2                   | 0                   | 1                   | 2                        | 2                        | 0                        | 22    | 8     | 5      | 0.36               |
| Club Brujas · Bélgica | 1.ª           | 2015-16       | 6     | 2     | 0      | —                   | —                   | —                   | —                        | —                        | —                        | 6     | 2     | 0      | 0.33               |
| Club Brujas · Bélgica | 1.ª           | 2016-17       | 25    | 6     | 2      | 2                   | 0                   | 0                   | 5                        | 0                        | 0                        | 32    | 6     | 2      | 0.19               |
| Club Brujas · Bélgica | 1.ª           | 2017-18       | 38    | 11    | 2      | 5                   | 2                   | 0                   | 1                        | 0                        | 0                        | 44    | 13    | 2      | 0.3                |
| Club Brujas · Bélgica | 1.ª           | 2018-19       | 38    | 13    | 10     | 2                   | 1                   | 0                   | 8                        | 3                        | 0                        | 48    | 17    | 10     | 0.35               |
| Aston Villa F. C. Inglaterra | 1.ª           | 2019-20       | 21    | 5     | 1      | 1                   | 1                   | 0                   | —                        | —                        | —                        | 22    | 6     | 1      | 0.27               |
| Aston Villa F. C. Inglaterra | 1.ª           | 2020-21       | 3     | 0     | 0      | 0                   | 0                   | 0                   | —                        | —                        | —                        | 3     | 0     | 0      | 0                  |
| Aston Villa F. C. Inglaterra | 1.ª           | 2021-22       | 1     | 0     | 0      | 0                   | 0                   | 0                   | —                        | —                        | —                        | 1     | 0     | 0      | 0                  |
| Aston Villa F. C. Inglaterra | Total club    | Total club    | 25    | 5     | 1      | 1                   | 1                   | 0                   | 0                        | 0                        | 0                        | 26    | 6     | 1      | 0.23               |
| Club Brujas · Bélgica | 1.ª           | 2021-22       | 3     | 0     | 0      | 1                   | 0                   | 0                   | 2                        | 0                        | 0                        | 5     | 0     | 0      | 0                  |
| Club Brujas · Bélgica | Total club    | Total club    | 110   | 32    | 14     | 10                  | 3                   | 0                   | 16                       | 3                        | 0                        | 136   | 38    | 14     | 0.28               |
| S. C. Internacional · Brasil | 1.ª           | 2022          | 16    | 1     | 0      | 1                   | 0                   | 0                   | 3                        | 1                        | 0                        | 20    | 2     | 0      | 0.1                |
| S. C. Internacional · Brasil | Total club    | Total club    | 16    | 1     | 0      | 1                   | 0                   | 0                   | 3                        | 1                        | 0                        | 20    | 2     | 0      | 0.1                |
| Levante U. D. · España | 2.ª           | 2022-23       | 35    | 2     | 2      | 4                   | 1                   | 0                   | ―                        | ―                        | ―                        | 39    | 3     | 2      | 0.08               |
| Levante U. D. · España | Total club    | Total club    | 35    | 2     | 2      | 4                   | 1                   | 0                   | 0                        | 0                        | 0                        | 39    | 3     | 2      | 0.08               |
| Total carrera | Total carrera | Total carrera | 204   | 46    | 21     | 18                  | 5                   | 1                   | 21                       | 6                        | 0                        | 243   | 57    | 22     | 0.23               |
| (1)Incluye datos de Copa de Eslovaquia (2015-16); Copa de Bélgica (2016-19); Supercopa de Bélgica (2016-17, 2018-19); EFL Championship (2019-20). (2)Incluye datos de Europa League (2017-19); Champions League (2015-16, 2016-17, 2018-19). (3) No incluye goles en partidos amistosos. |               |               |       |       |        |                     |                     |                     |                          |                          |                          |       |       |        |                    |

## Palmarés

### Títulos nacionales
| Título                      | Club                | País       | Año     |
| --------------------------- | ------------------- | ---------- | ------- |
| Superliga de Eslovaquia     | F. K. A. S. Trenčín | Eslovaquia | 2015-16 |
| Copa de Eslovaquia          | F. K. A. S. Trenčín | Eslovaquia | 2015-16 |
| Primera División de Bélgica | Club Brujas         | Bélgica    | 2015-16 |
| Supercopa de Bélgica        | Club Brujas         | Bélgica    | 2016    |
| Primera División de Bélgica | Club Brujas         | Bélgica    | 2017-18 |
| Supercopa de Bélgica        | Club Brujas         | Bélgica    | 2018    |